# Reinaldo de Montmirail
Reinaldo de Montmirail (en francés: Renaud de Montmirail) fue un caballero francés que participó en la cuarta cruzada. Murió el 14 de abril de 1205 en la batalla de Adrianópolis, un enfrentamiento contra las tropas del zar Kaloján de Bulgaria.

## Biografía
Reinaldo de Montmirail era el hermano menor de Hervé IV de Donzi, conde de Nevers, esposo de Matilde I de Courtenay. Montmirail fue primo del conde Luis de Blois, uno de los principales jefes de la cuarta cruzada. Después de la conquista de Zara, fue uno de los caballeros que desaprobó el ataque a las ciudades cristianas y no siguió al ejército principal a Constantinopla. Junto con un grupo de caballeros, Reinaldo de Montmirail se dirigió a Bari, en el sur de Italia, y desde allí navegó directamente a Tierra Santa. Después de la conquista de Constantinopla en 1204, Reinaldo junto con Esteban de Perche fue a la capital del Imperio latino e hizo un juramento de lealtad al emperador Balduino I. En abril de 1205, estaba con el emperador Balduino, que sitió la rebelde ciudad de Adrianópolis en Tracia. El 14 de abril ocurrió la batalla de Adrianópolis, los caballeros fueron atrapados por los jinetes cumanos y derrotados por el ejército del zar Kaloján de Bulgaria. Montmirail pereció en la batalla con su amigo Esteban de Perche y su primo Luis de Blois.